# Jarkko Kauppinen
Jarkko Kauppinen (* 6. April 1982 in Vieremä) ist ein finnischer Biathlet.
Jarkko Kauppinen ist Förster und lebt in Joensuu. Seit 1996 betreibt er Biathlon und gehört seit 2005 zum Nationalkader Finnlands. Kauppinen startet für Iisalmen Visa und wird von Jonne Kähkönen trainiert. Seine ersten internationalen Auftritte hatte er als Junior. Bei den Junioren-Weltmeisterschaften 2002 in Ridnaun war sein bestes Ergebnis ein sechster Platz im Einzel, bei den Junioren-Europameisterschaften im selben Jahr in Kontiolahti ein neunter Platz im Einzel und ein fünfter mit der Staffel. Zu Beginn der Saison 2002/03 gab der Finne in Östersund sein Debüt im Biathlon-Weltcup. Im Sprint erreichte er den 99. Platz, mit der Staffel den Elften. Höhepunkt der Saison wurde aber die erneute Teilnahme an der Junioren-EM in Kościelisko mit Rang 30 im Einzel und Platz neun mit der Staffel als beste Ergebnisse.
Seit der zweiten Hälfte der Saison 2004/05 trat Kauppinen häufiger im Weltcup an. 2006 schaffte er in Oberhof mit der Staffel als Neuntplatzierter erstmals ein Top-Ten-Ergebnis. Es dauerte jedoch noch bis zum Januar 2008, dass er in Antholz als 21. des Sprints und als 26. in der Verfolgung seine ersten Weltcuppunkte gewann. Zuvor startete er bei den Biathlon-Weltmeisterschaften 2007 in Antholz, wo Platz 53 in der Verfolgung sein bestes Ergebnis war. Im Einzelrennen von Östersund zum Auftakt des Weltcups 2012/2013 wurde Jarkko Kauppinen zehnter und belegte damit zum ersten Mal einen Platz in den Top Ten.

## Biathlon-Weltcup-Platzierungen
Die Tabelle zeigt alle Platzierungen (je nach Austragungsjahr einschließlich Olympische Spiele und Weltmeisterschaften).
- 1.–3. Platz: Anzahl der Podiumsplatzierungen
- Top 10: Anzahl der Platzierungen unter den ersten zehn (einschließlich Podium)
- Punkteränge: Anzahl der Platzierungen innerhalb der Punkteränge (einschließlich Podium und Top 10)
- Starts: Anzahl gelaufener Rennen in der jeweiligen Disziplin
- Staffel: inklusive Mixed- und Single-Mixed-Staffeln

| Platzierung                                  | Einzel | Sprint | Verfolgung | Massenstart | Staffel | Gesamt |
| -------------------------------------------- | ------ | ------ | ---------- | ----------- | ------- | ------ |
| 1. Platz                                     |        |        |            |             |         |        |
| 2. Platz                                     |        |        |            |             |         |        |
| 3. Platz                                     |        |        |            |             |         |        |
| Top 10                                       | 1      |        |            |             | 4       | 5      |
| Punkteränge                                  | 2      | 4      | 3          |             | 26      | 35     |
| Starts                                       | 19     | 45     | 12         |             | 27      | 103    |
| Stand: nach zwei Rennen der Saison 2012/2013 |        |        |            |             |         |        |